# David James Elliot
David James Elliott (rođen David William Smith, Milton, Ontario, Kanada, 21. rujna 1960.), kanadski glumac.
Proslavio se glavnom ulogom u TV seriji JAG od 1995. do 2005., kao glavni lik Harmon Rabb Jr.
Dok je bio teenager bio je član benda. Na zadnjoj godini školovanja napušta Milton District High School kako bi slijedio svoj san da postane rock zvijezda. S 19 godina ipak uviđa da se to neće obistiniti i vraća se kako bi završio školovanje.
Nakon završene srednje škole, Smith upisuje Ryerson Polytechnic University u Torontu, Kanada, i odlazi na audiciju za Stratford Shakespearean Festival u Ontario, gdje biva primljen kao član Mlade Skupine (Young Company).
Nakon toga seli se u Los Angeles gdje mijenja ime u David James Elliott jer je vidio da već postoji glumac s imenom David Smith. Pojavljuje se u filmu Police Academy 3: Back in Training 1986., i nakon toga u TV seriji Street Legal, Knots Landing kao Bill Nolan, i u The Untouchables 1993. kao Agent Paul Robbins. Sljedeće godine Elliott se više puta pojavljuje u hit seriji Melrose Place, glumeći "Terry Parsonsa", i gostuje u epizodi Seinfeld, kao nosač namještaja koji se protivi pobačaju.
Oženjen je glumicom Nanci Chambers rođenom u Kanadi, koja se također pojavljuje u JAG-u kao ambiciozna "Lt. Loren Singer", i s njom ima kći, Stephanie (rođenu 1993.), i sina, Wyatta (rođenog 2003).
David and Nanci postali su građani SAD-a prije nekoliko godina jer im je oboje djece rođeno tamo.
Glavnu ulogu tumači u kanadskom filmu The Man Who Lost Himself, snimljenom prema istinitoj priči Terry Evanshen. Nanci Chambers se u istom filmu pojavljuje kao doktorica. 
U listopadu 2006., Elliott se pridružuje ekipi dramske TV serije Close to Home kao zamjenik glavnog tužitelja James Conlon.
U češko-američkoj obiteljskoj cjelovečernjoj komediji iz 2008. godine "Dugino pleme" tumačio je ulogu glavnog lika Morgana Robertsa.

## Vanjske poveznice
- David James Elliott Bio at CBS - JAG (engl.)
- David James Elliott Bio at CBS - Close To Home (engl.)
- David James Elliott u internetskoj bazi filmova IMDb-u (engl.)
- Milton: David James Elliott (engl.)